# Liste des Premiers ministres du Sri Lanka
Voici la liste des Premiers ministres de Ceylan, renommé Sri Lanka par la constitution de 1972.

## Partis politiques
- La gauche socialiste (en bleu) est représentée par l'United People's Freedom Alliance, dont l'ancien nom était la People's Alliance, et dont le parti principal est le Sri Lanka Freedom Party
- La droite conservatrice (en vert) est représentée par l'United National Front for Good Governance, dont l'ancien nom était l'United National Front, et dont le parti principal est le United National Party.
- L'alliance tamoul (en jaune) est représentée par la Tamil National Alliance depuis 2004, et par le Tamil United Liberation Front entre 1977 et 2004.

## Liste des Premiers ministres

### Dominion de Ceylan
Le Premier ministre était nommé par le Gouverneur général de Ceylan pendant le Dominion de Ceylan, entre l'indépendance en 1947 et la constitution de 1972, à chaque nouvelle élection législative.
La majorité du temps, le chef du parti vainqueur devient le nouveau Premier ministre.
| № | №   | Portrait | Nom (Naissance–Mort) Circonscription électorale/Titre                                                                                    | Date de prise de poste — Mandat électoraux | Date de prise de poste — Mandat électoraux | Autres ministères tenus en même temps que Premier ministre                                                                                    | Parti politique du PM (Alliance) | Gouvernement et Législature           | Gouvernement et Législature | Refs  |
| --- | --- | -------- | --- | ------------------------------------------ | ------------------------------------------ | --- | -------------------------------- | ------------------------------------- | --------------------------- | ----- |
| | 1   |          | Don Stephen Senanayake singhalais : දොන් ස්ටීවන් සේනානායක tamoul : டான் ஸ்டீபன் சேனாநாயக்க (1883–1952) Élu dans le district de Mirigama                   | 24 septembre 1947                          | 22 mars 1952                               | Ministre des Affaires étrangères et de la Défense                                                                                             | United National Party            | Gouvernement Don Stephen Senanayake   | 3e                          | [ 1 ] |
| 1947 | 1   |          | Don Stephen Senanayake singhalais : දොන් ස්ටීවන් සේනානායක tamoul : டான் ஸ்டீபன் சேனாநாயக்க (1883–1952) Élu dans le district de Mirigama                   |                                            |                                            | Ministre des Affaires étrangères et de la Défense                                                                                             | United National Party            | Gouvernement Don Stephen Senanayake   | 3e                          | [ 1 ] |
| Le premier Premier ministre de Ceylan. Le pays a obtenu son indépendance du Royaume-Uni pendant son mandat de Premier ministre. | 1   |          | Don Stephen Senanayake singhalais : දොන් ස්ටීවන් සේනානායක tamoul : டான் ஸ்டீபன் சேனாநாயக்க (1883–1952) Élu dans le district de Mirigama                   |                                            |                                            | |                                  |                                       |                             | [ 1 ] |
| | 2   |          | Dudley Senanayake singhalais : ඩඩ්ලි සේනානායක tamoul : டட்லி சேனநாயக்கா (1911–1973) Élu dans le district de Dedigama                                | 26 mars 1952                               | 12 octobre 1953                            | Ministre des Affaires étrangères et de la Défense Ministre de l'agriculture et des terres et ministre de la Santé et des Gouvernements locaux | United National Party            | Gouvernement Dudley Senanayake I      | 3e 3e                       | [ 1 ] |
| 1952 | 2   |          | Dudley Senanayake singhalais : ඩඩ්ලි සේනානායක tamoul : டட்லி சேனநாயக்கா (1911–1973) Élu dans le district de Dedigama                                |                                            |                                            | Ministre des Affaires étrangères et de la Défense Ministre de l'agriculture et des terres et ministre de la Santé et des Gouvernements locaux | United National Party            | Gouvernement Dudley Senanayake I      | 3e 3e                       | [ 1 ] |
| Nommé Premier ministre à la mort de son père Don Stephen Senanayake en mars 1952. Son parti gagna les élections législatives de juin 1952, ce qui justifia sa nomination 3 mois plus tard. Dudley Senanayake démissionna en 1953.                                   | 2   |          | Dudley Senanayake singhalais : ඩඩ්ලි සේනානායක tamoul : டட்லி சேனநாயக்கா (1911–1973) Élu dans le district de Dedigama                                |                                            |                                            | |                                  |                                       |                             | [ 1 ] |
| | 3   |          | John Kotelawala singhalais : ජෝන් කොතලාවල tamoul : ஜோன் கொத்தலாவல (1897–1980) Élu dans le district de Dodangaslanda                               | 12 octobre 1953                            | 12 avril 1956                              | Ministre des Affaires étrangères et de la Défense et Ministre des Transports                                                                  | United National Party            | Gouvernement Kotelawala               | 4e                          | [ 1 ] |
| — | 3   |          | John Kotelawala singhalais : ජෝන් කොතලාවල tamoul : ஜோன் கொத்தலாவல (1897–1980) Élu dans le district de Dodangaslanda                               |                                            |                                            | Ministre des Affaires étrangères et de la Défense et Ministre des Transports                                                                  | United National Party            | Gouvernement Kotelawala               | 4e                          | [ 1 ] |
| Cousin de Dudley Senanayake, Kotelawala est nommé Premier ministre par le gouverneur général de Ceylan. Le Sri Lanka devient membre de l'Organisation des Nations unies pendant le mandat de Kotelawala.                                                            | 3   |          | John Kotelawala singhalais : ජෝන් කොතලාවල tamoul : ஜோன் கொத்தலாவல (1897–1980) Élu dans le district de Dodangaslanda                               |                                            |                                            | |                                  |                                       |                             | [ 1 ] |
| | 4   |          | Solomon Bandaranaike singhalais : සොලමන් බන්ඩාරනායක tamoul : சாலமன் பண்டாரநாயக்கே (1899–1959) Élu dans le district de Attanagalla                    | 12 avril 1956                              | 26 septembre 1959                          | Ministre des Affaires étrangères et de la Défense                                                                                             | Sri Lanka Freedom Party          | Gouvernement Solomon Bandaranaike     | 5e                          | [ 1 ] |
| 1956 | 4   |          | Solomon Bandaranaike singhalais : සොලමන් බන්ඩාරනායක tamoul : சாலமன் பண்டாரநாயக்கே (1899–1959) Élu dans le district de Attanagalla                    |                                            |                                            | Ministre des Affaires étrangères et de la Défense                                                                                             | Sri Lanka Freedom Party          | Gouvernement Solomon Bandaranaike     | 5e                          | [ 1 ] |
| Bandaranaike change la langue officielle du pays de l'anglais au cingalais, ravivant les tensions inter-ethniques. Il est assassiné par un moine bouddhiste cingalais avant la fin de son mandat pour avoir tenté de rajouter le tamoul comme 2e langue officielle. | 4   |          | Solomon Bandaranaike singhalais : සොලමන් බන්ඩාරනායක tamoul : சாலமன் பண்டாரநாயக்கே (1899–1959) Élu dans le district de Attanagalla                    |                                            |                                            | |                                  |                                       |                             | [ 1 ] |
| | 5   |          | Wijeyananda Dahanayake singhalais : විජයානන්ද දහනායක tamoul : விஜயானந்த தகநாயக்கா (1902–1997) Élu dans le district de Galle (1947–1989)            | 26 septembre 1959                          | 20 mars 1960                               | Ministre des Affaires étrangères et de la Défense                                                                                             | Sri Lanka Freedom Party          | Gouvernement Dahanayake               | 5e                          | [ 1 ] |
| — | 5   |          | Wijeyananda Dahanayake singhalais : විජයානන්ද දහනායක tamoul : விஜயானந்த தகநாயக்கா (1902–1997) Élu dans le district de Galle (1947–1989)            |                                            |                                            | Ministre des Affaires étrangères et de la Défense                                                                                             | Sri Lanka Freedom Party          | Gouvernement Dahanayake               | 5e                          | [ 1 ] |
| Dahanayake est nommé après l'assassinat de Solomon Bandaranaike. Cependant, des désaccords avec son gouvernement et son parti le forcent à dissoudre le parlement, et à quitter le poste après 6 mois.                                                              | 5   |          | Wijeyananda Dahanayake singhalais : විජයානන්ද දහනායක tamoul : விஜயானந்த தகநாயக்கா (1902–1997) Élu dans le district de Galle (1947–1989)            |                                            |                                            | |                                  |                                       |                             | [ 1 ] |
| | (2) |          | Dudley Senanayake singhalais : ඩඩ්ලි සේනානායක tamoul : டட்லி சேனநாயக்கா (1911–1973) Élu dans le district de Dedigama                                | 21 mars 1960                               | 21 juillet 1960                            | Ministre des Affaires étrangères et de la Défense                                                                                             | United National Party            | Gouvernement Dudley Senanayake II     | 6e                          | [ 1 ] |
| Mars 1960 | (2) |          | Dudley Senanayake singhalais : ඩඩ්ලි සේනානායක tamoul : டட்லி சேனநாயக்கா (1911–1973) Élu dans le district de Dedigama                                |                                            |                                            | Ministre des Affaires étrangères et de la Défense                                                                                             | United National Party            | Gouvernement Dudley Senanayake II     | 6e                          | [ 1 ] |
| Le gouvernement de Senanayake est battu après seulement 1 mois au pouvoir. Senanayake restera Premier ministre jusqu'à la tenue des nouvelles élections législatives 3 mois plus tard, le 21 juillet 1960.                                                          | (2) |          | Dudley Senanayake singhalais : ඩඩ්ලි සේනානායක tamoul : டட்லி சேனநாயக்கா (1911–1973) Élu dans le district de Dedigama                                |                                            |                                            | |                                  |                                       |                             | [ 1 ] |
| | 6   |          | Sirimavo Bandaranaike singhalais : සිරිමාවො රත්වත්තේ ඩයස් බණ්ඩාරනායක tamoul : சிறிமா ரத்வத்தே டயஸ் பண்டாரநாயக்கே (1916–2000)                                    | 21 juillet 1960                            | 25 mars 1965                               | Ministre des Affaires étrangères et de la Défense                                                                                             | Sri Lanka Freedom Party          | Gouvernement Sirimavo Bandaranaike I  | 7e                          | [ 1 ] |
| Juillet 1960 | 6   |          | Sirimavo Bandaranaike singhalais : සිරිමාවො රත්වත්තේ ඩයස් බණ්ඩාරනායක tamoul : சிறிமா ரத்வத்தே டயஸ் பண்டாரநாயக்கே (1916–2000)                                    |                                            |                                            | Ministre des Affaires étrangères et de la Défense                                                                                             | Sri Lanka Freedom Party          | Gouvernement Sirimavo Bandaranaike I  | 7e                          | [ 1 ] |
| Étant la femme de Solomon Bandaranaike, Sirimavo Bandaranaike est la première femme Premier ministre du monde. Elle n'était pas membre du parlement au moment de la nomination, et sera nommée au Sénat le 2 août 1960.                                             | 6   |          | Sirimavo Bandaranaike singhalais : සිරිමාවො රත්වත්තේ ඩයස් බණ්ඩාරනායක tamoul : சிறிமா ரத்வத்தே டயஸ் பண்டாரநாயக்கே (1916–2000)                                    |                                            |                                            | |                                  |                                       |                             | [ 1 ] |
| | (2) |          | Dudley Senanayake singhalais : ඩඩ්ලි සේනානායක tamoul : டட்லி சேனநாயக்கா (1911–1973) Élu dans le district de Dedigama                                | 25 mars 1965                               | 29 mai 1970                                | Ministre des Affaires étrangères et de la Défense                                                                                             | United National Party            | Gouvernement Dudley Senanayake III    | 8e                          | [ 1 ] |
| 1965 | (2) |          | Dudley Senanayake singhalais : ඩඩ්ලි සේනානායක tamoul : டட்லி சேனநாயக்கா (1911–1973) Élu dans le district de Dedigama                                |                                            |                                            | Ministre des Affaires étrangères et de la Défense                                                                                             | United National Party            | Gouvernement Dudley Senanayake III    | 8e                          | [ 1 ] |
| Senanayake est élu Premier ministre pour la troisième fois, et crée un gouvernement avec 6 autres partis parce les élections législatives n'ont pas donné de majorité. Le secteur de l'agriculture était sa priorité pendant son mandat.                            | (2) |          | Dudley Senanayake singhalais : ඩඩ්ලි සේනානායක tamoul : டட்லி சேனநாயக்கா (1911–1973) Élu dans le district de Dedigama                                |                                            |                                            | |                                  |                                       |                             | [ 1 ] |
| | (6) |          | Sirimavo Bandaranaike singhalais : සිරිමාවො රත්වත්තේ ඩයස් බණ්ඩාරනායක tamoul : சிறிமா ரத்வத்தே டயஸ் பண்டாரநாயக்கே (1916–2000) Élu dans le district d'Attanagalla | 29 mai 1970                                | 22 mai 1972                                | Ministre des Affaires étrangères et de la Défense et Ministre de l'Emploi                                                                     | Sri Lanka Freedom Party          | Gouvernement Sirimavo Bandaranaike II | 9e                          | [ 1 ] |
| 1970 | (6) |          | Sirimavo Bandaranaike singhalais : සිරිමාවො රත්වත්තේ ඩයස් බණ්ඩාරනායක tamoul : சிறிமா ரத்வத்தே டயஸ் பண்டாரநாயக்கே (1916–2000) Élu dans le district d'Attanagalla |                                            |                                            | Ministre des Affaires étrangères et de la Défense et Ministre de l'Emploi                                                                     | Sri Lanka Freedom Party          | Gouvernement Sirimavo Bandaranaike II | 9e                          | [ 1 ] |
| Sirimavo Bandaranaike déclara le pays une république indépendante du Commonwealth, et changea le nom de Ceylan à Sri Lanka. | (6) |          | Sirimavo Bandaranaike singhalais : සිරිමාවො රත්වත්තේ ඩයස් බණ්ඩාරනායක tamoul : சிறிமா ரத்வத்தே டயஸ் பண்டாரநாயக்கே (1916–2000) Élu dans le district d'Attanagalla |                                            |                                            | |                                  |                                       |                             | [ 1 ] |

### IeRépublique du Sri Lanka
En 1972, Ceylan n'est plus un royaume du Commonwealth (mais reste toujours membre) et le Premier ministre est automatiquement élu par les élections législatives.
| № | №   | Portrait | Nom (Naissance–Mort) Circonscription électorale/Titre                                                                                    | Date de prise de poste — Mandat électoraux | Date de prise de poste — Mandat électoraux | Autres ministères tenus en même temps que Premier ministre                                                      | Parti politique du PM (Alliance) | Gouvernement et Législature           | Gouvernement et Législature | Refs  |
| --- | --- | -------- | --- | ------------------------------------------ | ------------------------------------------ | --- | -------------------------------- | ------------------------------------- | --------------------------- | ----- |
| | (6) |          | Sirimavo Bandaranaike singhalais : සිරිමාවො රත්වත්තේ ඩයස් බණ්ඩාරනායක tamoul : சிறிமா ரத்வத்தே டயஸ் பண்டாரநாயக்கே (1916–2000) Élu dans le district d'Attanagalla | 22 mai 1972                                | 23 juillet 1977                            | Ministre des Affaires étrangères et de la Défense et ministre de l'Emploi                                       | Sri Lanka Freedom Party          | Gouvernement Sirimavo Bandaranaike II | 10e                         | [ 1 ] |
| 1970 | (6) |          | Sirimavo Bandaranaike singhalais : සිරිමාවො රත්වත්තේ ඩයස් බණ්ඩාරනායක tamoul : சிறிமா ரத்வத்தே டயஸ் பண்டாரநாயக்கே (1916–2000) Élu dans le district d'Attanagalla |                                            |                                            | Ministre des Affaires étrangères et de la Défense et ministre de l'Emploi                                       | Sri Lanka Freedom Party          | Gouvernement Sirimavo Bandaranaike II | 10e                         | [ 1 ] |
| Elle nationalisera beaucoup d'entreprises du secteur de l'agriculture, et imposera beaucoup de restrictions sur l'export. Ces manœuvres vont mener à la chute de l'économie du pays. Elle sera battue aux élections de 1977, avec des soupçons de corruption, qui fera qu'elle sera exclue du parlement. | (6) |          | Sirimavo Bandaranaike singhalais : සිරිමාවො රත්වත්තේ ඩයස් බණ්ඩාරනායක tamoul : சிறிமா ரத்வத்தே டயஸ் பண்டாரநாயக்கே (1916–2000) Élu dans le district d'Attanagalla |                                            |                                            | |                                  |                                       |                             | [ 1 ] |
| | 7   |          | Junius Richard Jayewardene singhalais : ජුනියස් රිචඩ් ජයවර්ධන tamoul : ஜூனியஸ் ரிச்சட் ஜயவர்தனா (1906–1996) Élu dans le district de Colombo Ouest      | 23 juillet 1977                            | 4 février 1978                             | Ministre de la défense Ministre de la Planification et des Affaires économiques et ministre de la Planification | United National Party            | Gouvernement Jayewardene              | 11e                         | [ 1 ] |
| 1977 | 7   |          | Junius Richard Jayewardene singhalais : ජුනියස් රිචඩ් ජයවර්ධන tamoul : ஜூனியஸ் ரிச்சட் ஜயவர்தனா (1906–1996) Élu dans le district de Colombo Ouest      |                                            |                                            | Ministre de la défense Ministre de la Planification et des Affaires économiques et ministre de la Planification | United National Party            | Gouvernement Jayewardene              | 11e                         | [ 1 ] |
| Il va introduire le poste de président exécutif en 1978 avec une nouvelle constitution, et prendra le poste de président du Sri Lanka. | 7   |          | Junius Richard Jayewardene singhalais : ජුනියස් රිචඩ් ජයවර්ධන tamoul : ஜூனியஸ் ரிச்சட் ஜயவர்தனா (1906–1996) Élu dans le district de Colombo Ouest      |                                            |                                            | |                                  |                                       |                             | [ 1 ] |

### IIeRépubliquedu Sri Lanka
En 1978, Junius Richard Jayewardene impose une nouvelle constitution sans référendum grâce à sa super-majorité au Parlement : le poste de Premier ministre n'est plus exécutif, et ce pouvoir est transféré au poste du président de la République.
Le Premier ministre est élu par les élections législatives, ou par nomination du président de la République si celui-ci était le précédent Premier ministre.
Des cohabitations sont dès lors possibles, car les élections présidentielles sont mises en place, et sont distinctes des élections législatives.
| № | №    | Portrait                    | Nom (naissance–mort) Circonscription électorale/titre                                                                                | Dates de mandat — Mandat électoraux | Dates de mandat — Mandat électoraux | Autres portefeuilles                                                     | Parti politique                | Gouvernement et législature | Gouvernement et législature | Refs  |
| --- | ---- | --------------------------- | --- | ----------------------------------- | ----------------------------------- | ------------------------------------------------------------------------ | ------------------------------ | --------------------------- | --------------------------- | ----- |
| | 8    |                             | Ranasinghe Premadasa singhalais : රණසිංහ ප්‍රේමදාස tamoul : ரணசிங்க பிரேமதாசா (1924–1993) Élu dans le district de Colombo Centre                  | 6 février 1978                      | 2 janvier 1989                      | Ministre des Gouvernements locaux, de l'Habitation et de la Construction | United National Party          | Gouvernement Jayewardene    | 11e 12e                     | [ 1 ] |
| — | 8    |                             | Ranasinghe Premadasa singhalais : රණසිංහ ප්‍රේමදාස tamoul : ரணசிங்க பிரேமதாசா (1924–1993) Élu dans le district de Colombo Centre                  |                                     |                                     | Ministre des Gouvernements locaux, de l'Habitation et de la Construction | United National Party          | Gouvernement Jayewardene    | 11e 12e                     | [ 1 ] |
| Premadasa devient le premier Premier ministre de la nouvelle Constitution de 1978, avec des pouvoirs nettement réduits. | 8    |                             | Ranasinghe Premadasa singhalais : රණසිංහ ප්‍රේමදාස tamoul : ரணசிங்க பிரேமதாசா (1924–1993) Élu dans le district de Colombo Centre                  |                                     |                                     |                                                                          |                                |                             |                             | [ 1 ] |
| | 9    |                             | Dingiri Banda Wijetunga singhalais : ඩිංගිරි බණ්ඩා විජේතුංග tamoul : டிங்கிரி பண்ட விஜேதுங்க (1916–2008) Élu dans le district de Kandy                  | 6 mars 1989                         | 7 mai 1993                          | Ministre des Finances et ministre du Travail                             | United National Party          | Gouvernement Premadasa      | 13e                         | [ 1 ] |
| 1989 | 9    |                             | Dingiri Banda Wijetunga singhalais : ඩිංගිරි බණ්ඩා විජේතුංග tamoul : டிங்கிரி பண்ட விஜேதுங்க (1916–2008) Élu dans le district de Kandy                  |                                     |                                     | Ministre des Finances et ministre du Travail                             | United National Party          | Gouvernement Premadasa      | 13e                         | [ 1 ] |
| Wijetunga a été nommé à la surprise générale par le président Ranasinghe Premadasa. Wijetunga lui-même sera surpris. Il démissionnera le 28 mars 1990, mais sa démission sera refusée 2 jours plus tard le 30 mars 1990. | 9    |                             | Dingiri Banda Wijetunga singhalais : ඩිංගිරි බණ්ඩා විජේතුංග tamoul : டிங்கிரி பண்ட விஜேதுங்க (1916–2008) Élu dans le district de Kandy                  |                                     |                                     |                                                                          |                                |                             |                             | [ 1 ] |
| | 10   |                             | Ranil Wickremesinghe singhalais : රනිල් වික්‍රමසිංහ tamoul : ரணில் விக்ரமசிங்க (1949–) Élu dans le district de Gampaha                             | 7 mai 1993                          | 19 août 1994                        |                                                                          | United National Party          | Gouvernement Wijetunga      | 13e                         | [ 1 ] |
| — | 10   |                             | Ranil Wickremesinghe singhalais : රනිල් වික්‍රමසිංහ tamoul : ரணில் விக்ரமசிங்க (1949–) Élu dans le district de Gampaha                             |                                     |                                     |                                                                          | United National Party          | Gouvernement Wijetunga      | 13e                         | [ 1 ] |
| Wickremesinghe est nommé Premier ministre quand Wijetunga est élu président de la République, après l'assassinat de l'ancien président Ranasinghe Premadasa par les Tigres tamouls. | 10   |                             | Ranil Wickremesinghe singhalais : රනිල් වික්‍රමසිංහ tamoul : ரணில் விக்ரமசிங்க (1949–) Élu dans le district de Gampaha                             |                                     |                                     |                                                                          |                                |                             |                             | [ 1 ] |
| | 11   |                             | Chandrika Kumaratunga singhalais : චන්ද්‍රිකා බණ්ඩාරනායක කුමාරතුංග tamoul : சந்திரிகா பண்டாரநாயக்கே குமாரதுங்கா (1945–) Élu dans le district de Gampaha         | 19 août 1994                        | 12 novembre 1994                    |                                                                          | Sri Lanka Freedom Party (PA)   | Gouvernement Wijetunga      | 14e                         | [ 1 ] |
| 1994 | 11   |                             | Chandrika Kumaratunga singhalais : චන්ද්‍රිකා බණ්ඩාරනායක කුමාරතුංග tamoul : சந்திரிகா பண்டாரநாயக்கே குமாரதுங்கா (1945–) Élu dans le district de Gampaha         |                                     |                                     |                                                                          | Sri Lanka Freedom Party (PA)   | Gouvernement Wijetunga      | 14e                         | [ 1 ] |
| Chandrika Kumaratunga est devenu Première ministre pendant une courte période, avant de se lancer et de gagner dans les élections présidentielle de 1994. Son mandat est la première cohabitation du pays. | 11   |                             | Chandrika Kumaratunga singhalais : චන්ද්‍රිකා බණ්ඩාරනායක කුමාරතුංග tamoul : சந்திரிகா பண்டாரநாயக்கே குமாரதுங்கா (1945–) Élu dans le district de Gampaha         |                                     |                                     |                                                                          |                                |                             |                             | [ 1 ] |
| | (6)  |                             | Sirimavo Bandaranaike singhalais : සිරිමාවො රත්වත්තේ ඩයස් බණ්ඩාරනායක tamoul : சிறிமா ரத்வத்தே டயஸ் பண்டாரநாயக்கே (1916–2000) Élu dans les listes nationales | 14 novembre 1994                    | 9 août 2000                         |                                                                          | Sri Lanka Freedom Party (PA)   | Gouvernement Kumaratunga    | 14e                         | [ 1 ] |
| — | (6)  |                             | Sirimavo Bandaranaike singhalais : සිරිමාවො රත්වත්තේ ඩයස් බණ්ඩාරනායක tamoul : சிறிமா ரத்வத்தே டயஸ் பண்டாரநாயக்கே (1916–2000) Élu dans les listes nationales |                                     |                                     |                                                                          | Sri Lanka Freedom Party (PA)   | Gouvernement Kumaratunga    | 14e                         | [ 1 ] |
| Sirimavo Bandaranaike est nommé Première ministre quand sa fille Chandrika Kumaratunga a été élue président de la République. Elle démissionnera en 2000. | (6)  |                             | Sirimavo Bandaranaike singhalais : සිරිමාවො රත්වත්තේ ඩයස් බණ්ඩාරනායක tamoul : சிறிமா ரத்வத்தே டயஸ் பண்டாரநாயக்கே (1916–2000) Élu dans les listes nationales |                                     |                                     |                                                                          |                                |                             |                             | [ 1 ] |
| | 12   |                             | Ratnasiri Wickremanayake singhalais : රත්නසිරි වික්‍රමනායක tamoul : ரத்னசிறி விக்கிரமநாயக்க (1933–2016) Élu dans le district de Kalutara             | 10 août 2000                        | 7 décembre 2001                     |                                                                          | Sri Lanka Freedom Party (PA)   | Gouvernement Kumaratunga    | 14e 15e                     | [ 1 ] |
| 2000 | 12   |                             | Ratnasiri Wickremanayake singhalais : රත්නසිරි වික්‍රමනායක tamoul : ரத்னசிறி விக்கிரமநாயக்க (1933–2016) Élu dans le district de Kalutara             |                                     |                                     |                                                                          | Sri Lanka Freedom Party (PA)   | Gouvernement Kumaratunga    | 14e 15e                     | [ 1 ] |
| Wickremanayake deviendra le Premier ministre après la démission de Sirimavo Bandaranaike. | 12   |                             | Ratnasiri Wickremanayake singhalais : රත්නසිරි වික්‍රමනායක tamoul : ரத்னசிறி விக்கிரமநாயக்க (1933–2016) Élu dans le district de Kalutara             |                                     |                                     |                                                                          |                                |                             |                             | [ 1 ] |
| | (10) |                             | Ranil Wickremesinghe singhalais : රනිල් වික්‍රමසිංහ tamoul : ரணில் விக்ரமசிங்க (1949–) Élu dans le district de Colombo                             | 9 décembre 2001                     | 6 avril 2004                        |                                                                          | United National Party          | Gouvernement Kumaratunga    | 16e                         | [ 1 ] |
| 2001 | (10) |                             | Ranil Wickremesinghe singhalais : රනිල් වික්‍රමසිංහ tamoul : ரணில் விக்ரமசிங்க (1949–) Élu dans le district de Colombo                             |                                     |                                     |                                                                          | United National Party          | Gouvernement Kumaratunga    | 16e                         | [ 1 ] |
| Élu par les élections législatives de 2001, le mandat Wickremesinghe sera raccourci quand la présidente Chandrika Kumaratunga dissoudra son gouvernement, et relança des élections législatives en 2004. S | (10) |                             | Ranil Wickremesinghe singhalais : රනිල් වික්‍රමසිංහ tamoul : ரணில் விக்ரமசிங்க (1949–) Élu dans le district de Colombo                             |                                     |                                     |                                                                          |                                |                             |                             | [ 1 ] |
| | 13   |                             | Mahinda Rajapakse singhalais : මහින්ද රාජපක්ෂ tamoul : மகிந்த ராசபக்ச (1945–) Élu dans le district de Hambantota                             | 6 avril 2004                        | 19 novembre 2005                    | Ministre des Autoroutes                                                  | Sri Lanka Freedom Party (UPFA) | Gouvernement Kumaratunga    | 17e                         | [ 1 ] |
| 2004 | 13   |                             | Mahinda Rajapakse singhalais : මහින්ද රාජපක්ෂ tamoul : மகிந்த ராசபக்ச (1945–) Élu dans le district de Hambantota                             |                                     |                                     | Ministre des Autoroutes                                                  | Sri Lanka Freedom Party (UPFA) | Gouvernement Kumaratunga    | 17e                         | [ 1 ] |
| Nommé Premier ministre après les élections législatives de 2004, il se présentera et gagnera les élections présidentielles un an plus tard. | 13   |                             | Mahinda Rajapakse singhalais : මහින්ද රාජපක්ෂ tamoul : மகிந்த ராசபக்ச (1945–) Élu dans le district de Hambantota                             |                                     |                                     |                                                                          |                                |                             |                             | [ 1 ] |
| | (12) |                             | Ratnasiri Wickremanayake singhalais : රත්නසිරි වික්‍රමනායක tamoul : ரத்னசிறி விக்கிரமநாயக்க (1933–2016) Élu dans les listes nationales               | 19 novembre 2005                    | 21 avril 2010                       |                                                                          | Sri Lanka Freedom Party (UPFA) | Gouvernement Rajapakse      | 17e                         | [ 1 ] |
| — | (12) |                             | Ratnasiri Wickremanayake singhalais : රත්නසිරි වික්‍රමනායක tamoul : ரத்னசிறி விக்கிரமநாயக்க (1933–2016) Élu dans les listes nationales               |                                     |                                     |                                                                          | Sri Lanka Freedom Party (UPFA) | Gouvernement Rajapakse      | 17e                         | [ 1 ] |
| Nommé Premier ministre quand Rajapakse deviendra le président du Sri Lanka. | (12) |                             | Ratnasiri Wickremanayake singhalais : රත්නසිරි වික්‍රමනායක tamoul : ரத்னசிறி விக்கிரமநாயக்க (1933–2016) Élu dans les listes nationales               |                                     |                                     |                                                                          |                                |                             |                             | [ 1 ] |
| | 14   |                             | D. M. Jayaratne singhalais : දිසානායක මුදියන්සේලාගේ ජයරත්න tamoul : திசாநாயக்க முதியன்சேலாகே ஜயரத்ன (1931-2019) Élu dans les listes nationales            | 21 avril 2010                       | 9 janvier 2015                      | Ministre de Buddhasasana et des Affaires religieuses                     | Sri Lanka Freedom Party (UPFA) | Gouvernement Rajapakse      | 18e                         | [ 1 ] |
| 2010 | 14   |                             | D. M. Jayaratne singhalais : දිසානායක මුදියන්සේලාගේ ජයරත්න tamoul : திசாநாயக்க முதியன்சேலாகே ஜயரத்ன (1931-2019) Élu dans les listes nationales            |                                     |                                     | Ministre de Buddhasasana et des Affaires religieuses                     | Sri Lanka Freedom Party (UPFA) | Gouvernement Rajapakse      | 18e                         | [ 1 ] |
| Nommé Premier ministre après la victoire de son parti aux élections législatives de 2010. | 14   |                             | D. M. Jayaratne singhalais : දිසානායක මුදියන්සේලාගේ ජයරත්න tamoul : திசாநாயக்க முதியன்சேலாகே ஜயரத்ன (1931-2019) Élu dans les listes nationales            |                                     |                                     |                                                                          |                                |                             |                             | [ 1 ] |
| | (10) |                             | Ranil Wickremesinghe singhalais : රනිල් වික්‍රමසිංහ tamoul : ரணில் விக்ரமசிங்க (1949–) Élu dans le district de Colombo                             | 9 janvier 2015                      | 21 novembre 2019                    | Ministre des Politiques nationales et des Affaires économiques           | United National Party          | Gouvernement Sirisena       | 18e                         | [ 1 ] |
| 2015 | 2015 | 19e                         | Ranil Wickremesinghe singhalais : රනිල් වික්‍රමසිංහ tamoul : ரணில் விக்ரமசிங்க (1949–) Élu dans le district de Colombo                             |                                     |                                     | Ministre des Politiques nationales et des Affaires économiques           | United National Party          | Gouvernement Sirisena       |                             | [ 1 ] |
| Nommé Premier ministre après la victoire du président Maithripala Sirisena aux élections présidentielles de 2015. Il sera réélu Premier ministre aux élections législatives de 2015. Il conteste sa destitution par le président Sirisena qu'il estime inconstitutionnelle en vertu de l'article 19A de la Constitution du Sri Lanka. Réinvesti dans ses fonctions le 16 décembre 2018. | (10) |                             | Ranil Wickremesinghe singhalais : රනිල් වික්‍රමසිංහ tamoul : ரணில் விக்ரமசிங்க (1949–) Élu dans le district de Colombo                             |                                     |                                     |                                                                          |                                |                             |                             | [ 1 ] |
| |      |                             | Mahinda Rajapakse singhalais : මහින්ද රාජපක්ෂ tamoul : மகிந்த ராசபக்ச (1945–) Élu dans le district de Kurunegala                             | 26 octobre 2018                     | 15 décembre 2018                    | Ministre des Affaires économiques et financières                         | Sri Lanka Podujana Peramuna    | Gouvernement Sirisena       | 19e                         | [ 1 ] |
| — |      |                             | Mahinda Rajapakse singhalais : මහින්ද රාජපක්ෂ tamoul : மகிந்த ராசபக்ச (1945–) Élu dans le district de Kurunegala                             |                                     |                                     | Ministre des Affaires économiques et financières                         | Sri Lanka Podujana Peramuna    | Gouvernement Sirisena       | 19e                         | [ 1 ] |
| Le président Sirisena a démis Wickremesinghe de ses fonctions de manière contestée en dépit de ses pouvoirs limités par l'article 19A de la Constitution du Sri Lanka. Mandat suspendu à partir du 3 décembre 2018, deux semaines après avoir été renversé par une motion de censure, démissionne le 15 du même mois.                                                                   |      |                             | Mahinda Rajapakse singhalais : මහින්ද රාජපක්ෂ tamoul : மகிந்த ராசபக்ச (1945–) Élu dans le district de Kurunegala                             |                                     |                                     |                                                                          |                                |                             |                             | [ 1 ] |
| | (13) |                             | Mahinda Rajapakse singhalais : මහින්ද රාජපක්ෂ tamoul : மகிந்த ராசபக்ச (1945–) Élu dans le district de Kurunegala                             | 21 novembre 2019                    | 9 mai 2022                          | Ministre des Affaires économiques et financières Ministre de la Défense  | Sri Lanka Podujana Peramuna    | Gouvernement Rajapaksa      | 19e                         | [ 1 ] |
| 2020 | 2020 | 20e                         | Mahinda Rajapakse singhalais : මහින්ද රාජපක්ෂ tamoul : மகிந்த ராசபக்ச (1945–) Élu dans le district de Kurunegala                             |                                     |                                     | Ministre des Affaires économiques et financières Ministre de la Défense  | Sri Lanka Podujana Peramuna    | Gouvernement Rajapaksa      |                             | [ 1 ] |
| |      |                             | |                                     |                                     |                                                                          |                                |                             |                             | [ 1 ] |
| | (10) |                             | Ranil Wickremesinghe singhalais : රනිල් වික්‍රමසිංහ tamoul : ரணில் விக்ரமசிங்க (1949–) Élu dans les listes nationales                              | 12 mai 2022                         | 20 juillet 2022                     |                                                                          | United National Party          | Gouvernement Rajapaksa      | 20e                         | [ 1 ] |
| — | —    | 21e                         | Ranil Wickremesinghe singhalais : රනිල් වික්‍රමසිංහ tamoul : ரணில் விக்ரமசிங்க (1949–) Élu dans les listes nationales                              |                                     |                                     |                                                                          | United National Party          | Gouvernement Rajapaksa      |                             | [ 1 ] |
| Élu président de la République par le Parlement | (10) |                             | Ranil Wickremesinghe singhalais : රනිල් වික්‍රමසිංහ tamoul : ரணில் விக்ரமசிங்க (1949–) Élu dans les listes nationales                              |                                     |                                     |                                                                          |                                |                             |                             | [ 1 ] |
| | 15   |                             | Dinesh Gunawardena singhalais : දිනේෂ් ගුණවර්ධන tamoul : தினேஷ் குணவர்தன (1949–) Élu dans le district de Colombo                               | 20 juillet 2022                     | 24 septembre 2024                   |                                                                          | Mahajana Eksath Peramuna       | Gouvernement Wickremesinghe | 21e                         | [ 1 ] |
| — | 15   |                             | Dinesh Gunawardena singhalais : දිනේෂ් ගුණවර්ධන tamoul : தினேஷ் குணவர்தன (1949–) Élu dans le district de Colombo                               |                                     |                                     |                                                                          | Mahajana Eksath Peramuna       | Gouvernement Wickremesinghe | 21e                         | [ 1 ] |
| |      |                             | |                                     |                                     |                                                                          |                                |                             |                             | [ 1 ] |
| | 16   |                             | Harini Amarasuriya singhalais : හරිනි අමරසූරිය tamoul : ஹரிணி அமரசூரிய (1970–) Élue dans le district de Colombo                              | 24 septembre 2024                   | en fonction                         |                                                                          | National People's Power        | Gouvernement Dissanayaka I  | 21e                         | [ 1 ] |
| 2024 | 2024 | Gouvernement Dissanayaka II | Harini Amarasuriya singhalais : හරිනි අමරසූරිය tamoul : ஹரிணி அமரசூரிய (1970–) Élue dans le district de Colombo                              | 22e                                 |                                     |                                                                          | National People's Power        |                             |                             | [ 1 ] |
| |      |                             | |                                     |                                     |                                                                          |                                |                             |                             | [ 1 ] |